# Les Enfants d'Édouard (pièce de théâtre)
Pour les articles homonymes, voir Les Enfants d'Édouard.
Les Enfants d'Édouard (Love and Learn) est une pièce de théâtre américaine de Frederick J. Jackson (en) et Roland Bottomley (en) créée en 1944. Elle a été adaptée en français par Marc-Gilbert Sauvajon en 1948.

## Synopsis
Denise Darvet-Stuart, écrivain et brillante conférencière, a élevé trois enfants, dans la croyance qu'ils sont les enfants d'Édouard Darvet-Stuart mort depuis longtemps et dont le portrait trône dans le salon. Elle est aidée dans cette tâche et dans sa carrière de conférencière par le fidèle Népomucène Mollinot dit « Népo ».
Walter, le fils ainé, et Suzanne, la puinée, sont tombés amoureux d'Hélène et Jean-Pierre Douchemin, héritiers des « Sardines Douchemin », et dont la mère est réputée très sévère, question moralité. Ils envisagent de se marier. Denise ne peut plus reculer et leur annonce la vérité : ils ne sont pas les enfants d'Édouard (inconnu dont elle a acheté le portrait dans une brocante), mais tous trois le fruit de trois liaisons : Sir Michael Norman, baronet de Northshire , Ian Letzaresko, pianiste virtuose mais un peu fou et Dominique Revol, simple inconnu entré dans la vie de Catherine par erreur. Pour sauver la face vis-à-vis des Douchemin, elle envisage d'en épouser un des trois…

## Historique
Créée à Broadway en juin 1944 sous le titre Slightly Scandalous avec Janet Beecher dans le rôle principal, la pièce est un four et ferme après seulement 7 représentations. Adaptée pour la scène française par Marc-Gilbert Sauvajon et représentée pour la première fois début novembre 1948 au théâtre des Célestins puis à partir du 10 au théâtre de la Madeleine avec Denise Grey, elle rencontre un tel succès qu'elle est réadaptée en anglais par Alan Melville et reprise en 1954 à Londres puis Broadway sous le titre Dear Charles avec Tallulah Bankhead, cette fois avec succès.

## Principales productions

### Théâtre des Célestinspuisthéâtre de la Madeleine, 1948
Distribution
- Denise Grey : Denise Darvet-Stuart
- Ivan Desny : Walter Darvet-Stuart
- Suzanne Grey : Suzanne Darvet-Stuart
- Michel François : Bruno Darvet-Stuart
- Roger Tréville : Sir Michael Norman, baronnet de Northshire
- Camille Guérini : Népomucène Mollinot
- Robert Pizani : Ian Letzaresko
- André Brulé : Dominique Revol
- Marcelle Praince : Madame Douchemin, née Églantine Piche-de-Grue
- Gilles Watteaux : Jean-Pierre Douchemin
- Brigitte Mars : Hélène Douchemin
- Jane Morlet : Jane
- Mise en scène Jean Wall

Reprise en 1949 au théâtre Édouard-VII avec la même distribution sauf Harry Séguéla (Walter Darvey-Stuart), Michel François (Bruno Darvey-Stuart), Jane Martel (Martine Darvey-Stuart), Georges Spanelly (Michaël Norman), Max Doria (Mollinot), Pierre Le Coq (Dominique Revol), André Busson (Jean-Pierre Douchemin), Évelyne Monsire (Hélène Douchemin) et Madeleine Vanda (Jane).
Reprise en 1955 au théâtre des Célestins et en tournée (France-Monde) avec Denise Grey (Denise Darvey-Stuart), Jean-Pierre Cassel (Walter Darvey-Stuart), Maurice Sarfati (Bruno Darvey-Stuart), Annie Villiers (Martine Darvey-Stuart), Jean Fleury (Michael Norman), Jacques Berger (Mollinot), Mischa Auer (Ian Letzarctko), Pierre Mingand (Dominique Revol), Paulette Marinier (Madame Douchemin), Michel Parier (Jean-Pierre Douchemin), Claude Darvy (Hélène Douchemin) et Marguerite Louvain (Jane).

### Théâtre Marigny, 1969
Distribution
- Maria Pacôme : Denise Darvet-Stuart
- Mario Pecqueur : Walter Darvet-Stuart
- Annick Blancheteau : Martine Darvet-Stuart
- Hubert Godon : Bruno Darvet-Stuart
- Raymond Gérôme : Sir Michael Norman, baronnet de Northshire
- Roland Armontel : Népomucène Mollinot
- Georges Audoubert : Ian Letzaresko
- Serge Bourrier : Dominique Revol
- Suzanne Grey : Madame Douchemin
- Christian Caron : Jean-Pierre Douchemin
- Anne-Marie Azzopardi : Hélène Douchemin
- Denise Péron : Jane
- Mise en scène : Jean-Paul Cisife
- Réalisation : Pierre Sabbagh

Enregistrée le 24 mai 1969 dans le cadre de l'émission  Au théâtre ce soir et diffusée le 12 décembre 1969.
Reprise en 1970 au théâtre des Bouffes-Parisiens avec la même distribution sauf Robert Party (Sir Michael Norman), Jacques Sereys (Népomucène Mollinot), Jean Hébey (Ian Letzaresko), Philippe Étesse (Walter Darvet-Stuart), Valentine Prats (Martine Darvet-Stuart) et Christine Delpin (Hélène Douchemin).

### Théâtre Édouard-VII, 1992
Distribution
- Marthe Mercadier : Catherine Darvet-Stuart
- David Brécourt : Walter Darvet-Stuart
- Rachel Genevin : Sonia Darvet-Stuart
- David Marchal : Bruno Darvet-Stuart
- Robert Party : Sir Michael Norman
- Christian Alers : Népomucène Mollinot
- Jean Bretonnière : Ian Letzaresko
- Alain Lionel : Dominique Revol
- Monique Barbillat-Dodd : Madame Douchemin
- Bruno Argence : Jean-Pierre Douchemin
- Magali Caillau : Hélène Douchemin
- Mise en scène : Jean-Luc Moreau
- Décors : Charlie Mangel
- Costumes : Pascale Bordet
- Réalisation : Michel Siripe
- Production : Galas Karsenty-Herbert

Enregistré pour Antenne 2 - TV5